# Simons' BASIC
Simons' BASIC var en utökning till BASIC 2.0 för hemdatorn Commodore 64. Programmet skapades 1983 av den då blott 16 år gamla David Simons och distribuerades av Commodore i form av en cartridge.
Produkten är ofta felaktigt titulerad "Simon's BASIC" (notera apostrofens placering i namnet). Detta på grund av förvirring kring skaparens efternamn. Han heter alltså "David Simons" och inte "Simon".